# Абу Мухамед ел Хасан ел Хамдани
Абу Муḥамед ел Ḥасан ибн Аḥмад ибн Ја‘куб ел Хамдани (893-945, арап. أبو محمد الحسن بن أحمد بن يعقوب الهمداني) био је арапски муслимански географ, песник, лингвиста, историчар и астроном, родом из племена Бану Хамдан у западном Амрану (данашњи Јемен). Сматра се једним од најважнијих представника исламске културе у доба пропадања Абасидског Калифата.
Најпознатији је по делима Географија Арапског полуострва (Сифат Џазират ул Араб) и Иклил (Круна), историји Химјарског краљевства.

## Биографија
Биографски подаци Ел Хамданија нису познати, упркос свом великом његовом раду. Био је угледан као граматичар, написао много поезије, саставио астрономске таблице, посветио највећи део свог живота проучавању древне историје и географије Арабије.
Пре него што је рођен, његова породица је живела у Ел Мара[ију (المراشي). Затим су се преселили у Сану (صنعاء), где је Ел Хамдани рођен 893. године. Његов отац је био путник и био је у Куфи, Багдаду, Басри, Оману и Египту. Са отприлике седам година, почео је да говори о путовању. Отишао је у Меку, где је остао и студирао више од шест година, након чега је отишао за Са'дах (صعدة). Тамо је сакупљао вести о Хавлану (خولان). Касније се вратио у Сану и прикупио вести о Химјару (حمير), али је био затворен две године због његових политичких ставова. Када је изашао из затвора, отишао је у Рајду (ريدة) да буде у заштити свог племена, саставио већину својих књига и остао тамо док није умро, 945. године.
Његова географија о Арапском полуострву (Сифат Џазират ул-Араб) је далеко најважнији рад на ту тему. Након што је у рукопису користио А. Спренгер у свом Post- und Reiserouten des Orients (Лајпциг, 1864) и даље у својој Alte Geographie Arabiens (Берн, 1875), то је допињено од стране Д. Х. Милера (Леиден, 1884; cf. Sprenger's criticism in Zeitschrift der deutschen morgenländischen Gesellschaft, том. 45, pp. 361–394).
Многи је такође писано о овом раду од стране Е. Гласера у његовим разним публикацијама о древној Арабији. Други значајни радови Ел Хамданија је Иклил (Круна) који се односи на генеалогију Химјарита и ратове њихових краљева у десет тома. Од тога, 8. део, на цитаделима и дворцима Јужне Арабије, уредио је и објаснио Милер у Die Burgen und Schlösser Sudarabiens (Беч, 1881).
За друге радове за које је рекао да су написали ал-Хамдани види Г. Л. Флугелсов Die grammatischen Schulen der Araber (Лајпциг) (1862). стр. 220.–221.

## Радови
- al-Jawharatayn al-ʻatīqatayn-Књига која описује метале познате у то време, укључујући њихове физичке и хемијске особине, као и обраду и прераду (као што су злато, сребро и челик). Такође се сматра једним од најранијих Арапа који су објаснили гравитацију Земље на начин сличан понашању магнетног поља.

Sifat Jazirat ul-Arab ṣifat ǧazīrat al-ʿarab, vol. 12, Leiden. стр. 107, 13‒14; 149, 17; 154, 3.
- Alaklel al-Hamdani
- History of Saba
- Language of Himyar and Najran
- صفة جزيرة العرب (Geography/Character of Arabic peninsula)[1]